# Nebesa (národní přírodní rezervace)
Nebesa je národní přírodní rezervace nacházející se v okresu Karlovy Vary v přírodním parku Stráž nad Ohří. Patří mezi největší maloplošná chráněná území v Karlovarském kraji.
Péčí o území je pověřena správa CHKO Slavkovský les.

## Lokalita
Chráněné území se nachází v průlomovém údolí řeky Ohře, nad jejím levým břehem mezi Stráží nad Ohří a Bočí a tvoří je převážně prudké svahy spadající k Ohři. Na délku měří asi 5 km a na šířku přes 2 km. Leží na katastrálních územích Boč, Srní u Boče, Stráž nad Ohří, Peklo, Osvinov, Krásný Les a Damice. Nejvyšším bodem je Pekelská skála (774 m), nejnižší bod (320 m) se nachází v údolí Ohře.

## Předmět ochrany
Předmětem je ochrana přirozených lesních ekosystémů bučin, suťových lesů a lužních lesů, biotopu ohrožené užovky stromové (Zamenis longissimus), včetně její populace a ochrana terciérních vulkanických žil se sloupcovitou odlučností.

## Historie
Na přípravě k vyhlášení rezervace pracovalo Ministerstvo životního prostředí a Agentura ochrany přírody a krajiny ČR sedm let. Bylo potřeba přihlédnout k četným připomínkám vlastníků pozemků, především Lesů České republiky. Původní návrh hranic se několikrát upravoval a oproti původnímu návrhu z roku 2014 byla konečná rozloha území zmenšena. Téměř všechny části území, jež se součástí rezervace nakonec nestaly, jsou však v ochranném pásmu a mají poměrně vysoký stupeň ochrany.

## Přírodní poměry

### Geomorfologie a geologie
Území se nachází v geomorfologickém celku Doupovské hory, malá část na severu území v Krušných horách. Výrazným krajinářským prvkem je vrch Nebesa, kde se těsně pod jeho vrcholem nachází zřícenina středověkého hradu Himlštejn. Na jižním úpatí se vytvořilo rozsáhlé kamenné moře.
Na území převládají třetihorní vulkanické horniny Doupovských hor. Vulkanické horniny odpovídají převážně nefelinitům. Na Pekelské skále byly zjištěny výlevy trachytů. Nejsevernější část území leží na svorech a pararulách krušnohorsko-smrčinského krystalinika.

### Flóra
Vegetaci tvoří komplex listnatých a smíšených lesů s teplomilnými skalními bylinami. Nejrozsáhlejší podíl plochy chráněného území tvoří rozsáhlé přirozené porosty bučin, z nichž nadpoloviční většina je starší 100 let. Malý podíl lesních porostů tvoří druhově bohaté suťové lesy. Skalní sutě jsou převážně holé, balvanité, úpatí skal na sutinách je porostlé javorem mléčem a klenem, habrem obecným a jilmem horským. Nepatrný podíl tvoří jasanovo-olšové luhy. Mnoho teplomilných druhů roste na skalním suku Nebesa. Mezi ně patří například tařice skalní pravá (Aurinia saxatelus ardduini) a mařinka vonná (Galium odoratum).
V oblasti roste řada chráněných a ohrožených druhů rostlin. Ze zvláště chráněných rostlin zde roste roztroušeně lilie zlatohlavá (Lilium martagon), árón plamatý (Arum macalatum), tařice skalní (Aurinia saxatilis), vzácně prstnatec bezový (Dactylorhiza sambucina), měsíčnice vytrvalá (Lunaria rediviva), kosatec sibiřský (Iris sibirica).

### Fauna
Mezi nejcennější živočichy patří především největší, nejvzácnější a nejohroženější had v Česku, užovka stromová (Zamenis longissimus). V okolí Ohře a zaříznutých údolích jejích přítoků zde podle systematického výzkum početnosti z let 2005–2007 zde žije asi 400–600 jedinců. Vzhledem k řadě ohrožujících faktorů byl pro ni zpracován záchranný program. Ten za podpory státní ochranou přírody zajišťuje spolek Zamenis v Osvinově. Cílem programu záchrany je zvýšit populaci budováním polopřirozených líhnišť. V letech 2007–2015 bylo na území rezervace vybudováno asi 30 líhnišť. V roce 2015 byl realizován projekt informačního centra v Osvinově.
Z kriticky ohrožených a ohrožených druhů zde žije čáp černý (Ciconia ciconia) a včelojed lesní (Pernis apivorus).
Skalní výchozy vrchu Nebesa jsou tradičním hnízdištěm výra velkého (Bubo bubo).

## Turistika
Územím procházejí dvě značené turistické stezky a jedna cyklotrasa. Zeleně značená turistická stezka vede ze Stráže nad Ohří přes vrch Nebesa přes západní úpatí Pekelské skály do Srní. Modře značena stezka vede rovněž ze Stráže nad Ohří na silnici pod Horním Hradem. Ve Stráži nad Ohří má začátek cyklostezka, která vede do Osvinova a pokračuje do Krušných hor. V Osvinově je možné zajít do malého infocentra, věnovanému užovce stromové.

## Fotogalerie

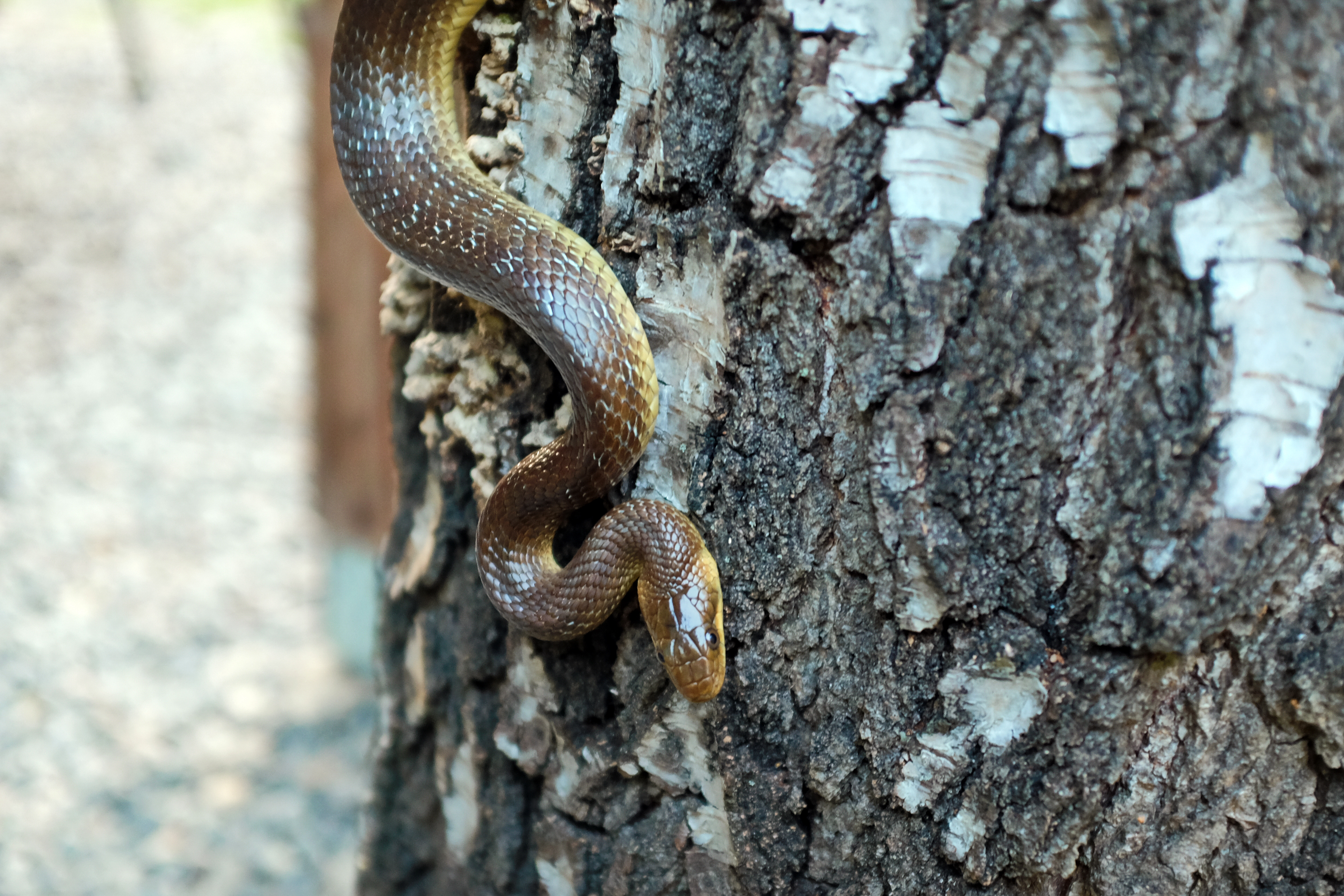
Užovka stromová v přírodovědné stanici v Osvinově
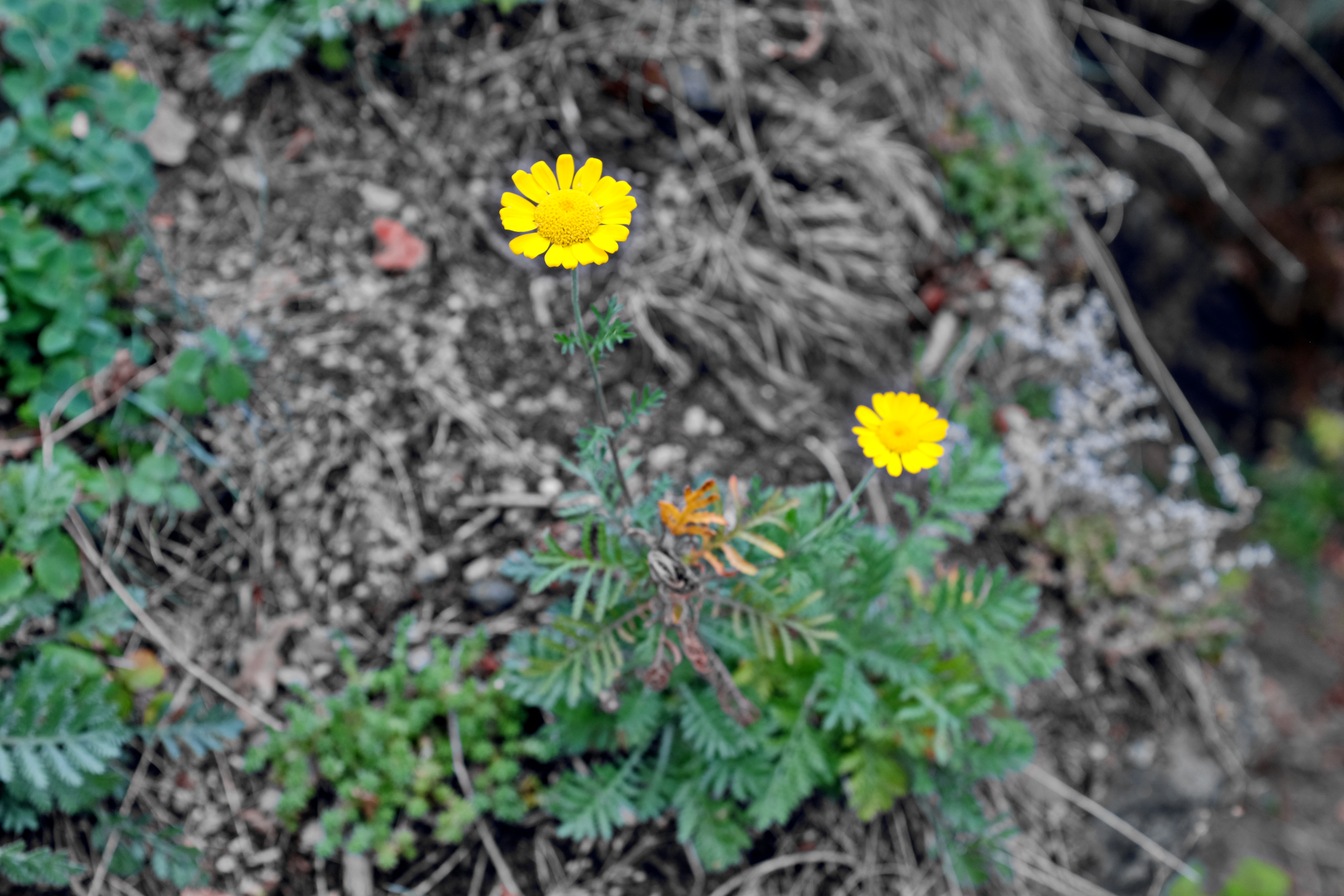
Marunek (rmen) barvířský na vrchu Nebesa
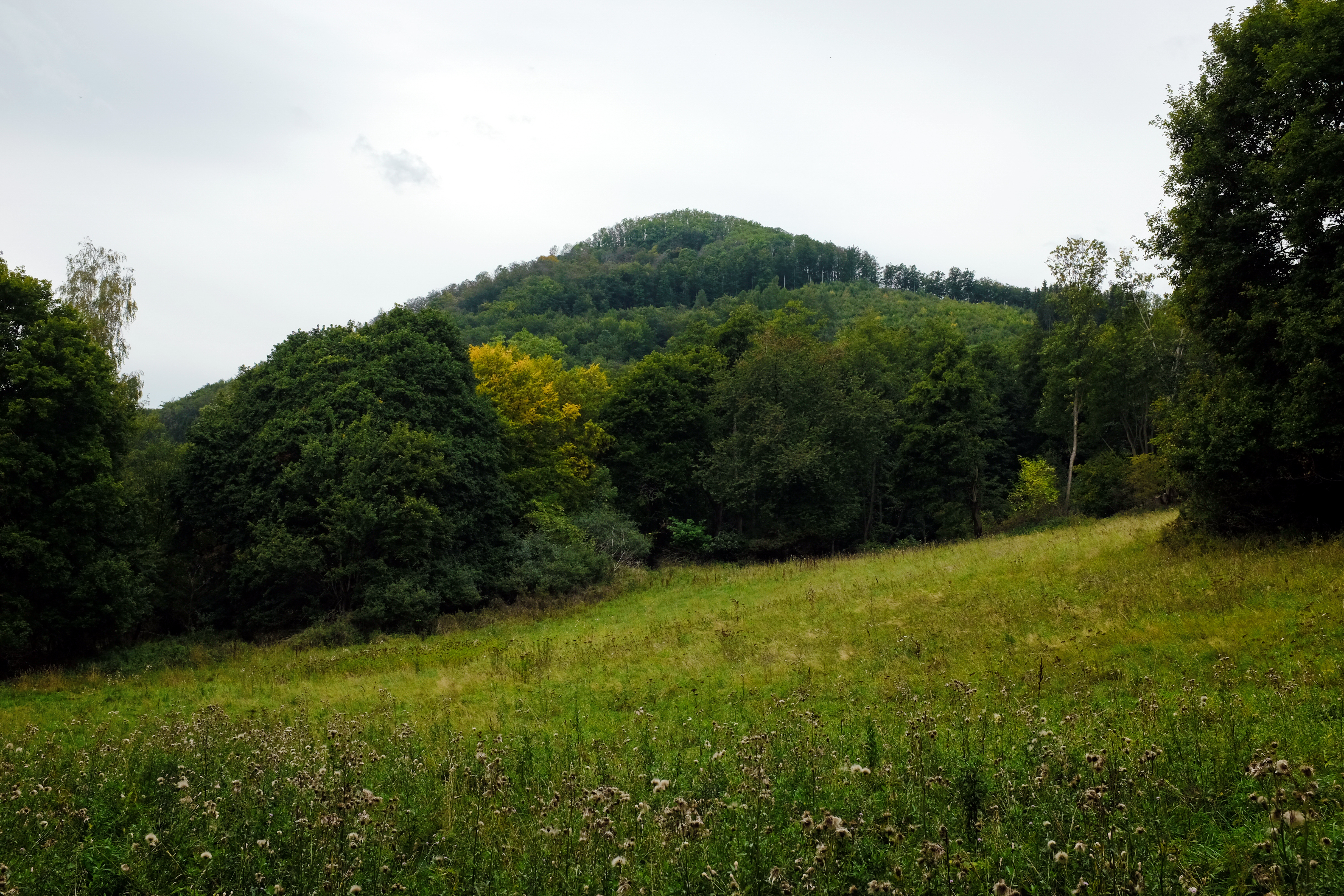
Pohled na vrch Nebesa od východu
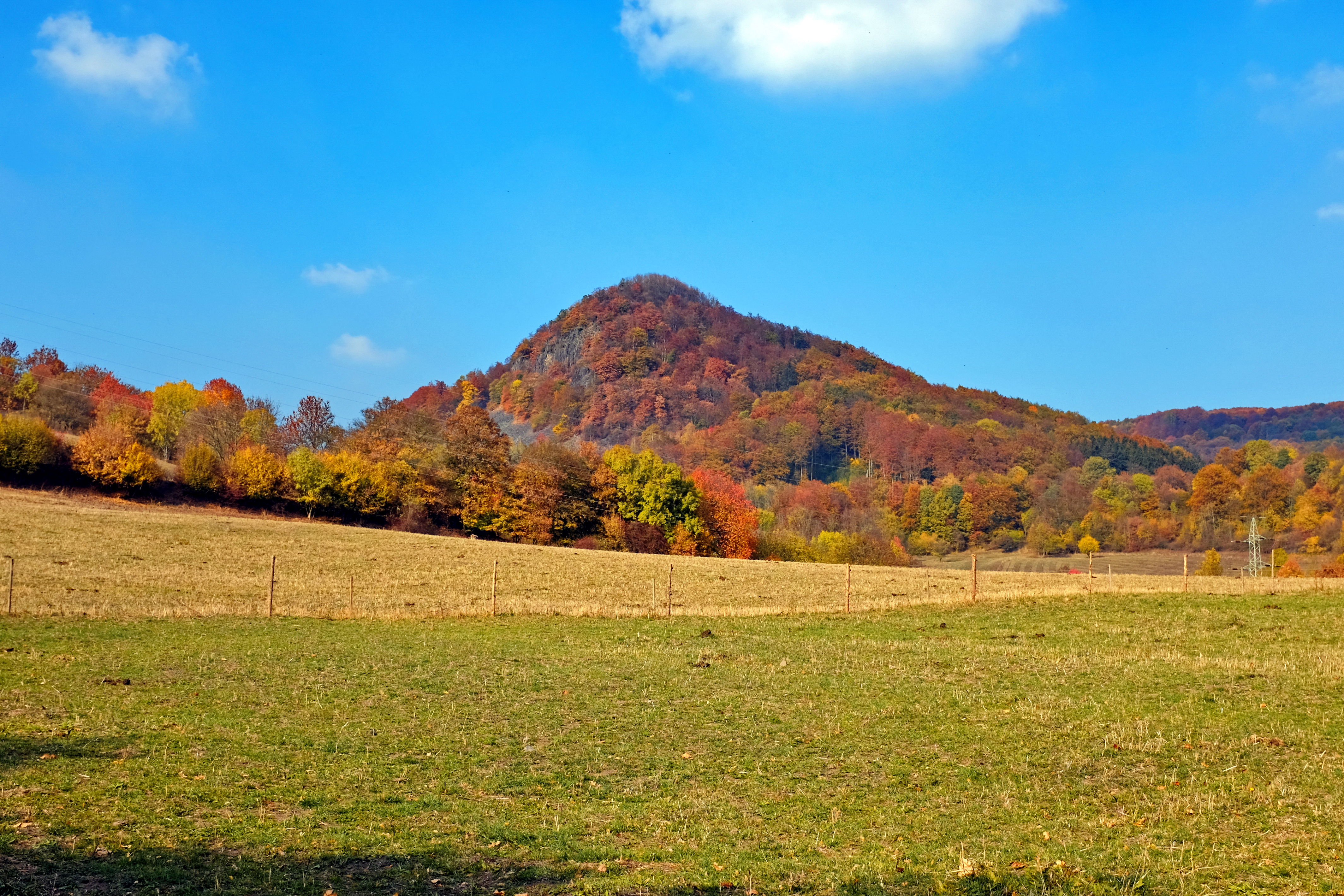
Pohled na vrch Nebesa od jihu
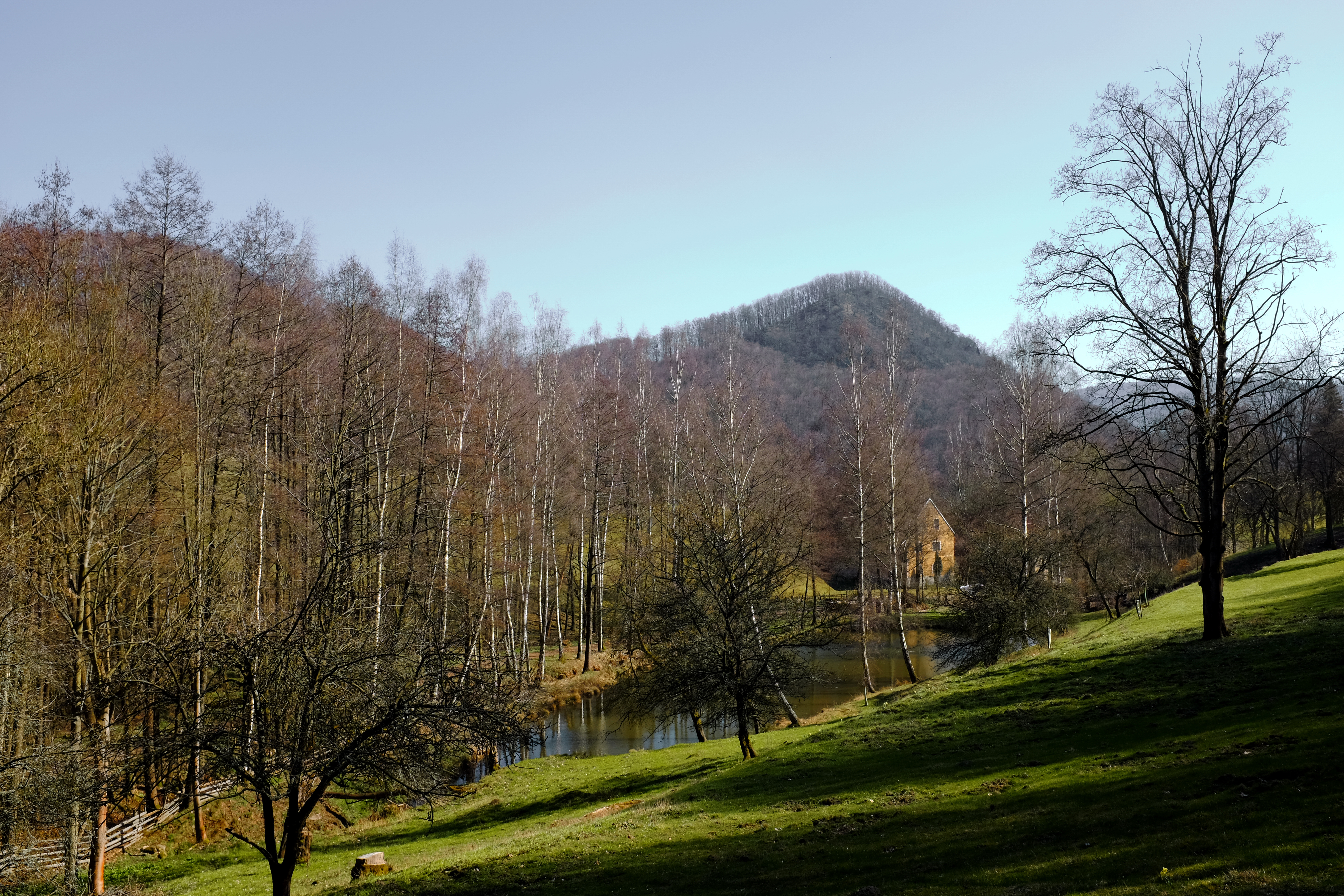
Rybníček v osadě Peklo, v pozadí vrch Nebesa
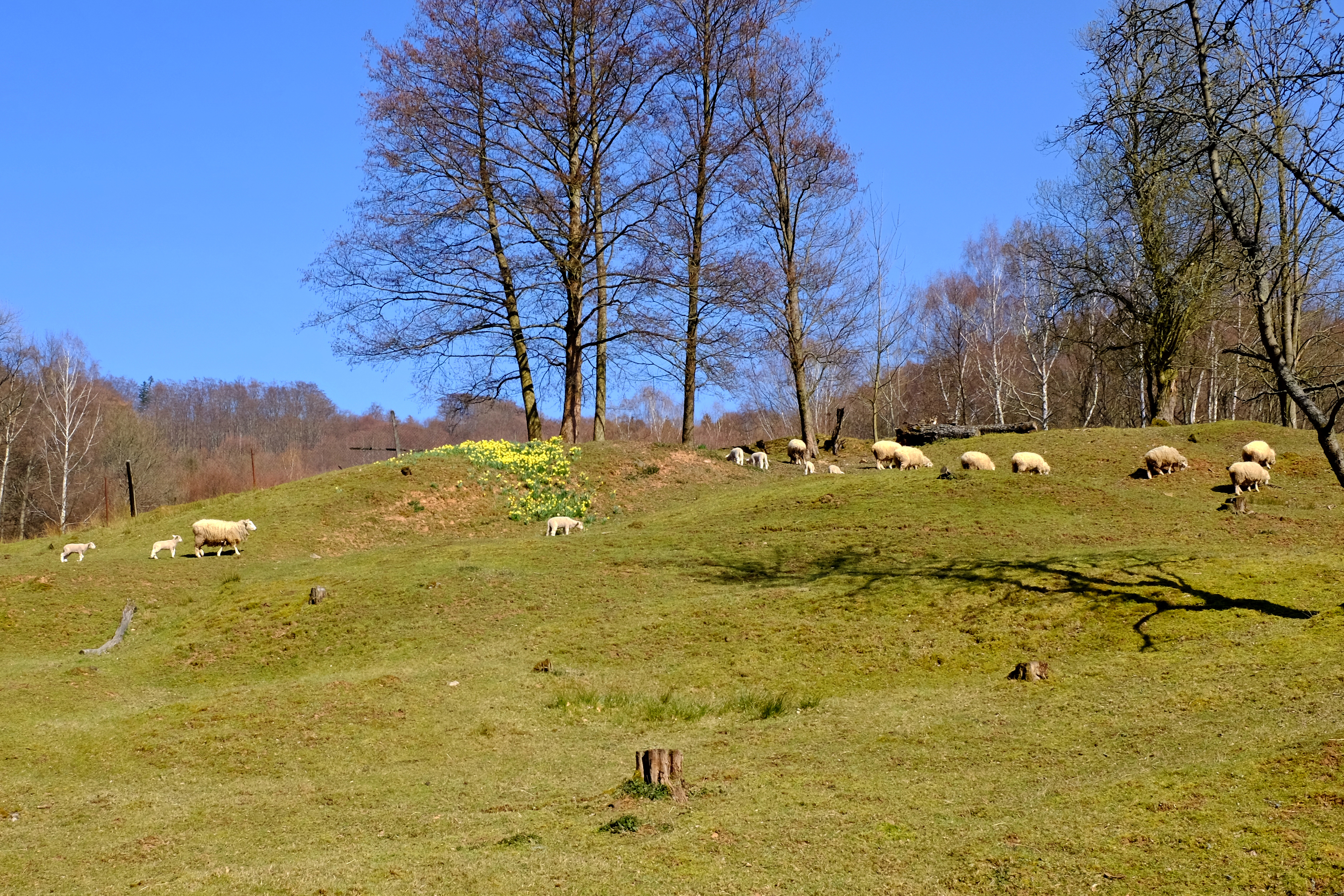
Pastviny nad osadou Peklo